# Rudolph-Gletscher (Viktorialand)
Der Rudolph-Gletscher ist ein großer Gletscher in den Victory Mountains des ostantarktischen Viktorialands. Er fließt zwischen den Gebirgskämmen Hackerman Ridge und McElroy Ridge zum Trafalgar-Gletscher.
Der United States Geological Survey kartierte ihn anhand geodätischer Vermessungen und mithilfe von Luftaufnahmen der United States Navy von 1960 bis 1962. Das Advisory Committee on Antarctic Names benannte ihn 1964 nach dem US-amerikanischen Botaniker Emanuel David Rudolph (1927–1992), Projektleiter des United States Antarctic Program auf der Hallett-Station (1961–1962, 1962–1963, 1963–1964), Direktor des Instituts für Polarforschung an der Ohio State University (1969–1973) und dort Dekan am Lehrstuhl für Botanik (1978–1987).